# Jessica Falkholt
Jessica Falkholt, född 15 maj 1988 i Sydney, död 17 januari 2018 i Sydney, var en australisk skådespelare med svenska rötter.
Hon medverkade bland annat i sexton avsnitt av såpoperan Home and Away i rollen som Hope Morrison, och i deckarserien Mystery Road. Hon var dotter till svensken Lars-Göran Falkholt och dennes hustru Vivian Ponticello, som var italienska.
Falkholt avled efter en trafikolycka som inträffade den 26 december 2017. Även resten av hennes familj – modern, fadern och systern – avled.